# Pozzallo
Pozzallo é uma comuna italiana da região da Sicília, província de Ragusa, com cerca de 17.688 habitantes. Estende-se por uma área de 14,94 km², tendo uma densidade populacional de 1263 hab/km². Faz fronteira com Ispica, Modica.

## Demografia
| Variação demográfica do município entre 1861 e 2011                               |
|                                                                                   |
| Fonte: Istituto Nazionale di Statistica (ISTAT) - Elaboração gráfica da Wikipedia |